# Гоген (Вісконсин)
Гоген (англ. Haugen) — селище (англ. village) в США, в окрузі Беррон штату Вісконсин. Населення — 266 осіб (2020).

## Географія
Гоген розташований за координатами 45°36′28″ пн. ш. 91°46′43″ зх. д. / 45.60778° пн. ш. 91.77861° зх. д. (45.607810, -91.778590).  За даними Бюро перепису населення США в 2010 році селище мало площу 1,33 км², з яких 1,32 км² — суходіл та 0,02 км² — водойми.

## Демографія
Згідно з переписом 2010 року, у селищі мешкало 287 осіб у 128 домогосподарствах у складі 72 родин. Густота населення становила 216 осіб/км².  Було 143 помешкання (107/км²).
Расовий склад населення:
| - 94,1 % — білих - 0,7 % — азіатів - 1,4 % — осіб інших рас |

До двох чи більше рас належало 3,8 %. Частка іспаномовних становила 1,7 % від усіх жителів.
За віковим діапазоном населення розподілялося таким чином: 23,7 % — особи молодші 18 років, 61,7 % — особи у віці 18—64 років, 14,6 % — особи у віці 65 років та старші. Медіана віку мешканця становила 38,6 року. На 100 осіб жіночої статі у селищі припадало 109,5 чоловіків;  на 100 жінок у віці від 18 років та старших — 106,6 чоловіків також старших 18 років.
Середній дохід на одне домашнє господарство  становив 52 919 доларів США (медіана — 46 875), а середній дохід на одну сім'ю — 60 057 доларів (медіана — 52 917). Медіана доходів становила 40 000 доларів для чоловіків та 27 344 долари для жінок. За межею бідності перебувало 8,2 % осіб, у тому числі 4,8 % дітей у віці до 18 років та 19,6 % осіб у віці 65 років та старших.
Цивільне працевлаштоване населення становило 193 особи. Основні галузі зайнятості: освіта, охорона здоров'я та соціальна допомога — 33,7 %, виробництво — 14,0 %, роздрібна торгівля — 12,4 %.